# Vorrade

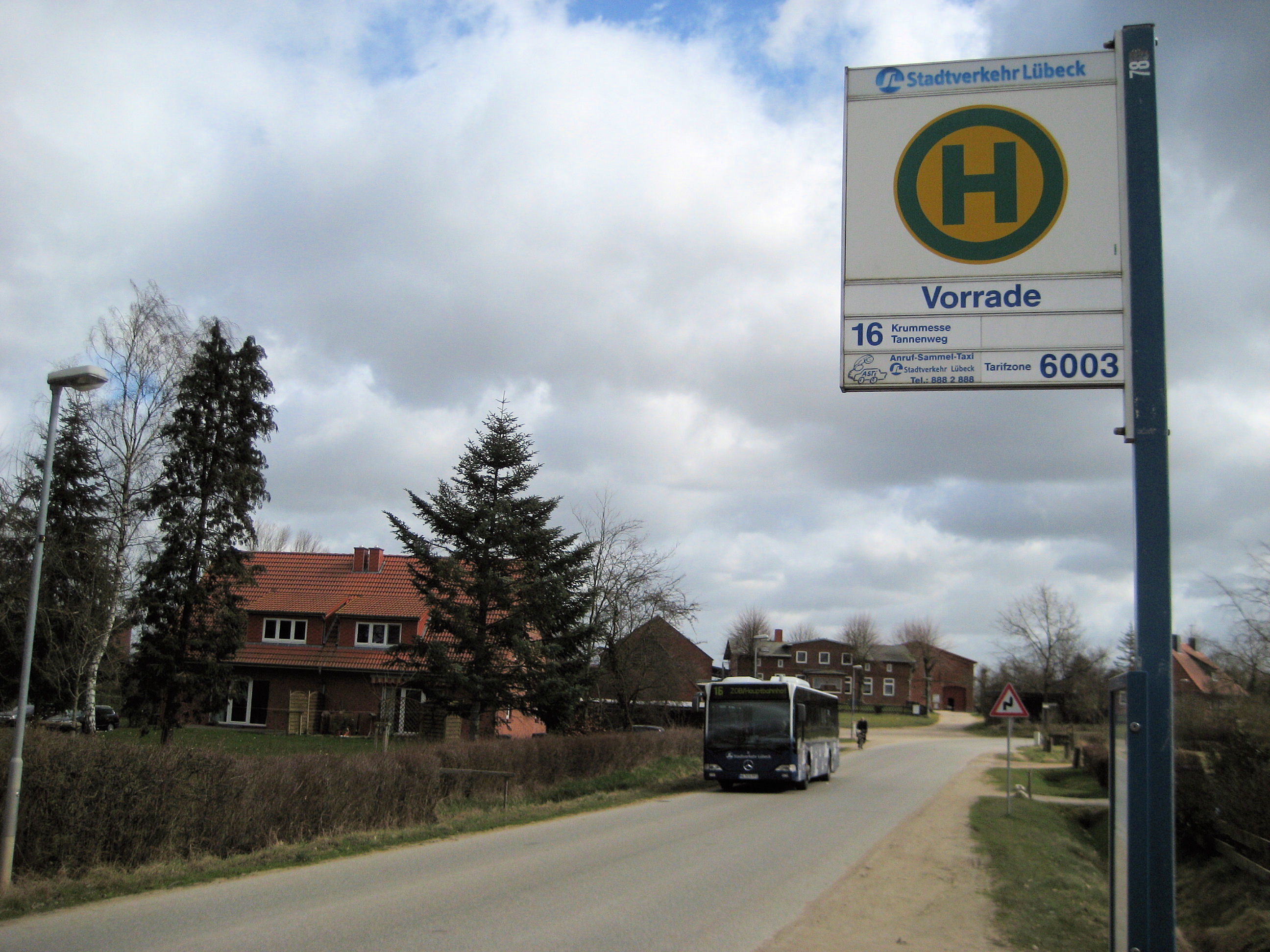
Vorrade, Vorrader Hauptstraße

Vorrade ist der Stadtbezirk Nr. 16 im Stadtteil Nr. 2 St. Jürgen der Hansestadt Lübeck.

## Lage
Vorrade grenzt im Süden an den Bezirk Wulfsdorf, im Norden an Schiereichenkoppel, im Osten an Strecknitz und im Westen an Niederbüssau.
Im Mai 2006 wurde die Karkbrede als Hauptzufahrt nach Vorrade umfassend saniert. Ab August 2006 wurde mit dem Lisa-Dräger-Weg eine Wegverbindung zwischen Vorrade und dem Gut Mönkhof wieder geschaffen, damit ist das Wohngebiet Bornkamp und der Hochschulstadtteil für Radfahrer und Fußgänger auf dem kürzesten Wege erreichbar.

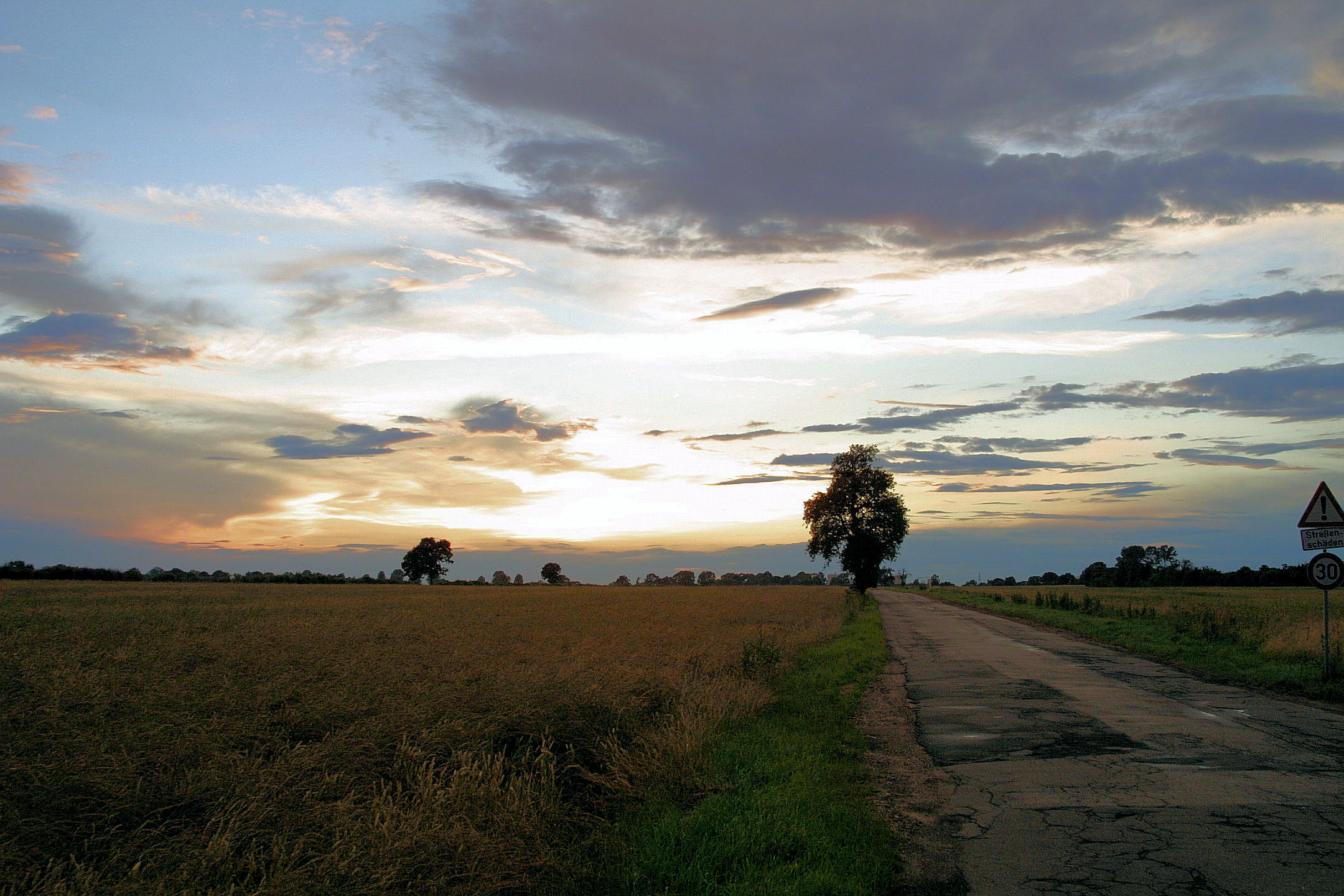
Die Karkbrede vor der Sanierung

## Geschichte
Vorrade gehörte ab 1287 zu den Kapitelsdörfern des Lübecker Domkapitels. Im Zuge der Säkularisation des kirchlichen Besitzes nach dem Reichsdeputationshauptschluss 1803 ging Vorrade 1804 in den Lübecker Besitz über und wurde schließlich zum 1. Mai 1935 nach Lübeck eingemeindet. 
In Vorrade lebte Martha Frahm, verheiratete Kuhlmann. Sie war die Mutter des deutschen Bundeskanzlers und Friedensnobelpreisträgers Willy Brandt, der seine Mutter und den Stiefvater dort zusammen mit seiner Frau Rut und den Söhnen zu besuchen pflegte.